# Sony Alpha QX1
Aucun
Le Sony Alpha QX1 est un module photographique à objectifs interchangeables de monture E doté d'un capteur CMOS au format APS-C. Fabriqué par Sony Cyber-shot et Sony Alpha, il fait partie de la gamme Smart Lens. Il est annoncé le 3 septembre 2014 pour une sortie en octobre.

## Présentation et sortie
Le ILCE-QX1 est annoncé le 3 septembre 2014. Il est commercialisé à la fin-octobre suivante.

## Conception
Le QX1 reprend la même forme arrondie et trapue des autres modules de la gamme Sony Cyber-shot QX, il est néanmoins plus massif et muni de la monture E, d'un flash intégré pop-up et d'un trou taraudé pour trépied.

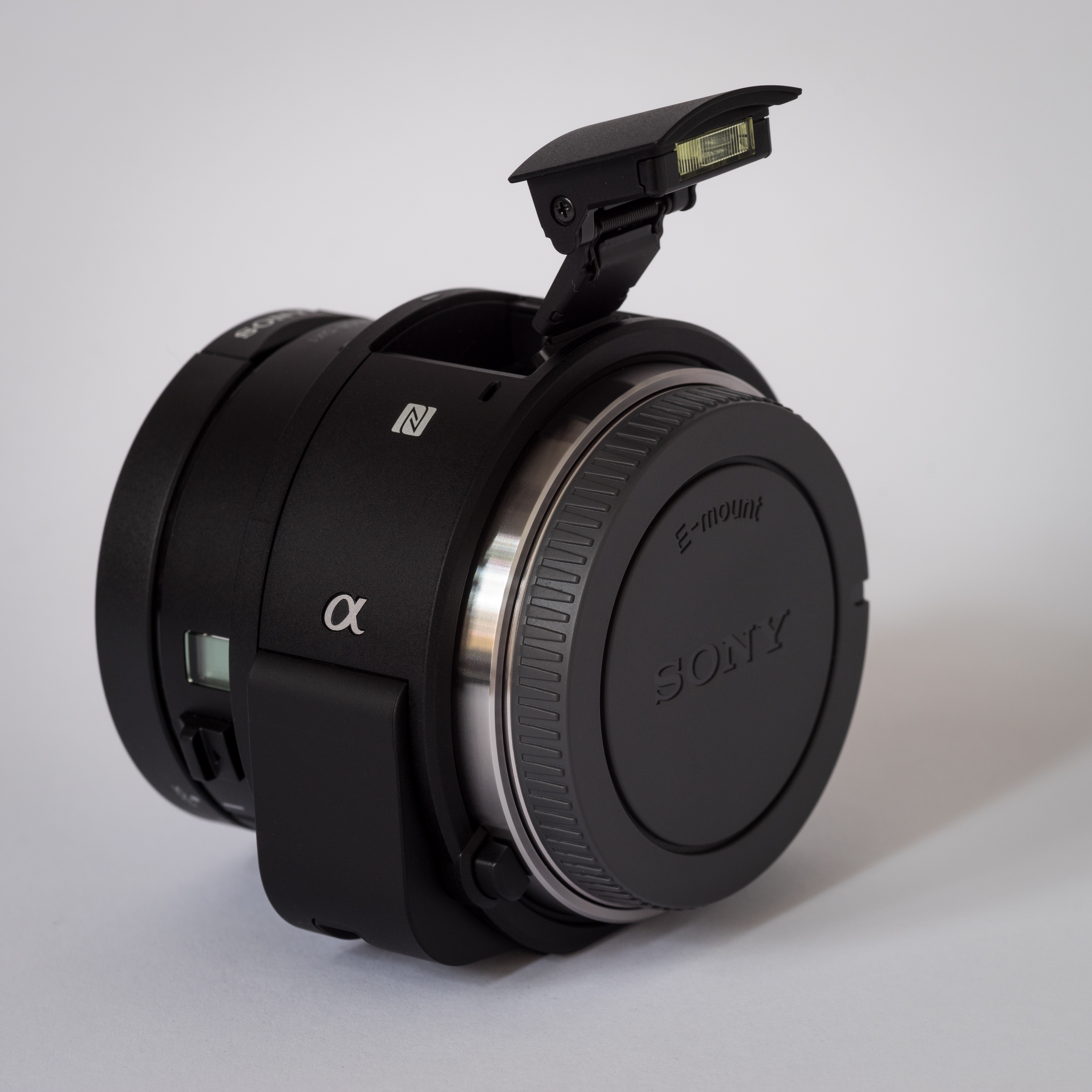
QX1 sans objectif avec flash déployé.
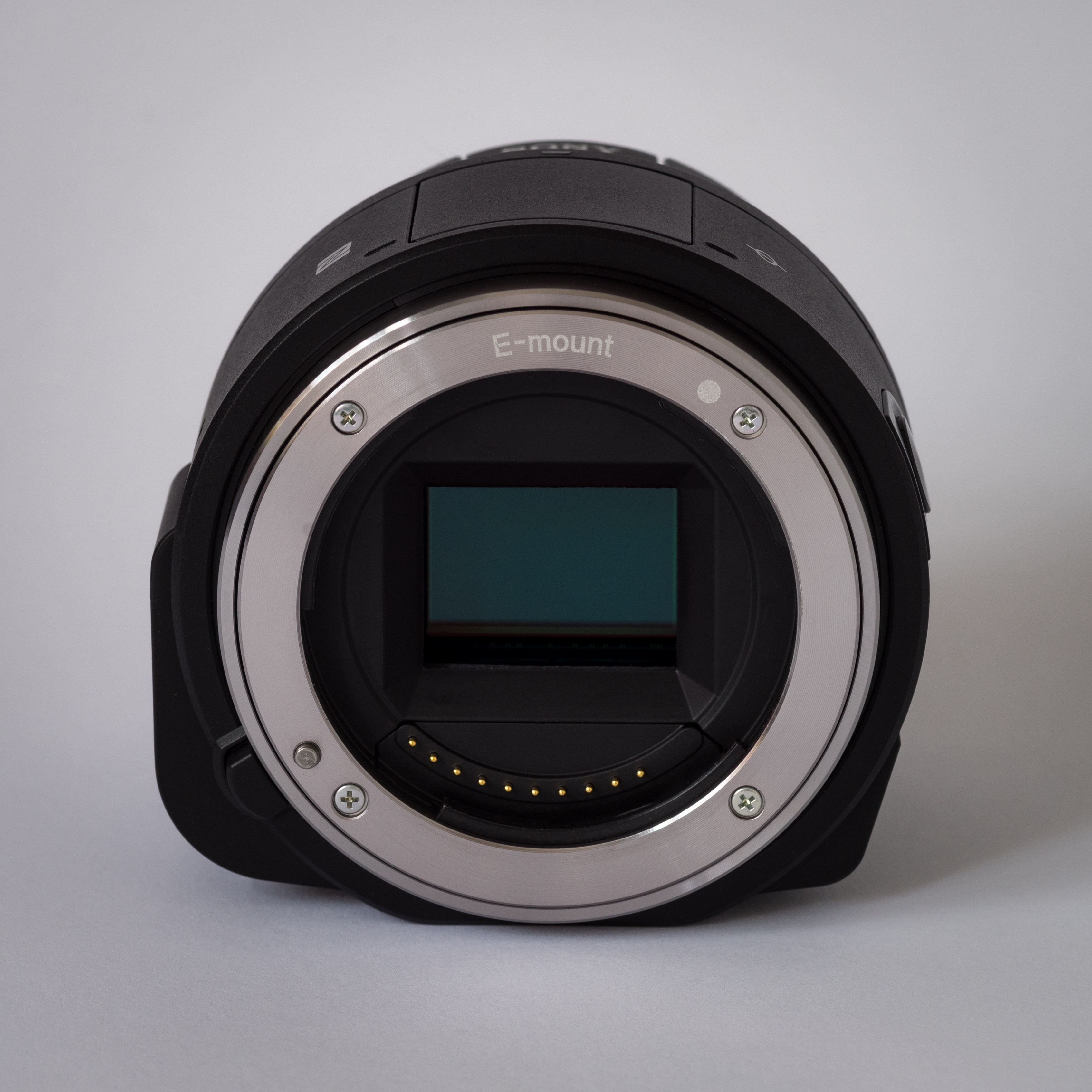
Vue du capteur APS-C.
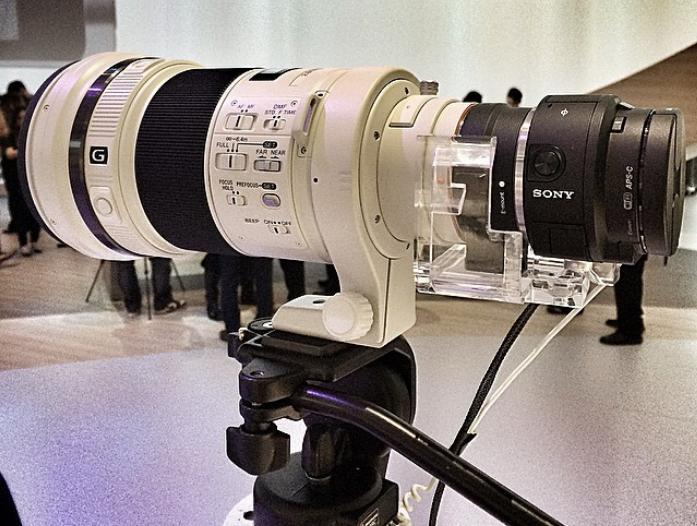
QX1 monté sur un téléobjectif.

## Caractéristiques techniques
L'appareil reprend le capteur de type CMOS au format APS-C de 20 mégapixels et l'autofocus de l'Alpha 5000. La sensibilité maximale est de 16 000 ISO et la rafale de 4 i/s.

## Accueil
Le site Les Numériques lui décerne une note de 3/5 relevant en point positif l'aspect innovant, la bonne autonomie, la qualité d'image et de construction mais aussi l'utilisation d'un capteur APS-C accompagné de la monture Sony E qui apporte une grande diversité d'objectifs. En revanche, le site signale le peu de réglage en vidéo, une mauvaise réactivité, un trop grand encombrement pour un smartphone et le fait qu'il fasse doublon avec un véritable appareil hybride. De plus, les journalistes s'interrogent sur les usages que l'on peut faire d'un tel appareil.